# Affaire Sophie Lionnet
L'affaire Sophie Lionnet est une affaire criminelle débutant par la découverte, le 20 septembre 2017, du cadavre calciné de Sophie Lionnet, française de 21 ans, dans le jardin d'une résidence de Londres dans laquelle elle travaillait en tant que jeune fille au pair.
Le couple employant et hébergeant cette jeune française est reconnu coupable le 26 juin 2018, et tous deux condamnés à la prison à perpétuité, assortie d'une peine de sûreté de trente ans. 

## Faits et procès
Le 20 septembre 2017, le corps d'une jeune fille au pair française Sophie Lionnet est découverte dans le jardin de la propriété où elle travaillait dans le quartier de Southfields, à l'Ouest de Londres,. 
Ses employeurs, Sabrina Kouider et Ouissem Medouni, sont arrêtés et mis en examen pour meurtre par la police britannique. L'enquête permet d'établir qu'ils ont manipulé, séquestré, violenté, noyé et incinéré Sophie.
Le procès s'ouvre en mars 2018 à la cour criminelle de l'Old Bailey à Londres. Les obsèques de Sophie ont lieu le 6 juin 2018 dans la cathédrale de Sens, dans l'Yonne.
Le 28 juin 2018, ils sont condamnés à la prison à perpétuité, assortie d'une peine de sureté de 30 ans,. Pour le juge Nicholas Hilliard, les troubles psychiatriques de Sabrina Kouider n'ont pas constitués une circonstance atténuante.

## Documentaires télévisés
- « Affaire Sophie Lionnet : les dernières heures de la jeune fille au pair » (premier reportage) le 12 septembre 2018 dans Enquêtes criminelles : le magazine des faits divers sur W9.
- « L'affaire Sophie Lionnet : le calvaire de la jeune fille au pair » (premier reportage) le 15 septembre 2018 dans Chroniques criminelles sur NT1.
- « Le calvaire de la fille au pair » (premier reportage) dans « ... à Londres » le 25 février 2019 dans Crimes sur NRJ 12.